# 이인규 (축구 선수)
이인규(李仁揆, 2000년 1월 16일 ~ )은 대한민국의 축구 선수이며 포지션은 공격수이다. 현재 양주시민축구단 소속이다.

## 클럽 경력
FC 서울의 U-15팀인 오산중학교와 U-18팀인 오산고등학교를 졸업하고 2019 시즌 유스 우선지명 선수로 FC 서울에 입단하였다.
2022시즌을 앞두고 K3리그의 화성FC로 임대되었다.
2023년 2월 28일, K3리그의 양주시민축구단으로 이적했다.